# Rémi Maréval
Rémi Maréval (Domont, 1983. február 24. –) martinique-i válogatott labdarúgó.

## Mérkőzései a martinique-i válogatottban
| #  | Dátum              | Ellenfél           | Eredmény | Kiírás              | Esemény |
| -- | ------------------ | ------------------ | -------- | ------------------- | ------- |
| 1. | 2014. november 12. | Jamaica            | 1 – 1    | 2014-es karibi kupa | 25'     |
| 2. | 2014. november 14. | Haiti              | 0 – 3    | 2014-es karibi kupa |         |
| 3. | 2014. november 16. | Antigua és Barbuda | 2 – 0    | 2014-es karibi kupa |         |

## Sikerei, díjai
FC Nantes:
- Ligue 2 ezüstérmes: 2007–08

Makkabi Tel-Aviv FC:
- Izraeli labdarúgó-bajnokság (első osztály) bajnok: 2013–14

Videoton FC:
- Magyar labdarúgó-bajnokság: 2014–15